# Charles d'Argy
Pour les articles homonymes, voir d'Argy.
Charles d'Argy (Charles Henry Louis comte d’Argy), né le 26 mai 1805 à Malmy (Ardennes) et décédé à Rome le 26 janvier 1870, est un militaire français. Colonel de l’armée française sous le Second Empire, il est cofondateur de l’école normale de gymnastique militaire de Joinville en 1852 et fondateur de la Légion d’Antibes en 1866.

## Biographie

Armoiries de la famille d'Argy

Charles d'Argy est le fils de Charles-Louis d’Argy de Malmy, officier des gardes du corps du roi Louis XVIII et de Joséphine Rosine Schmidt de Bude. D’une très ancienne famille de la noblesse de Champagne, alliée aux Maisons de Coucy, d’Ambly, d’Alendhuy, de Roucy, de Maubeuge, il est élevé dans un environnement militaire. Après des études au collège de Charleville, il s’engage dans la Garde royale. 

### Armoiries
Armes d'Argy  :  d'argent au lion de sable, armé et lampassé de gueules.

### Les campagnes méditerranéennes
En 1823, à 18 ans, il participe à la campagne d’Espagne sous les ordres du duc d’Angoulème et y gagne ses galons de sergent. Il participe ensuite en 1830 à la conquête de l'Algérie . Promu adjudant après la prise d'Alger il poursuit sa carrière en Algérie jusqu'en 1852, participant la campagne de la Petite Kabylie sous les ordres du maréchal Randon. Pendant toute cette période coloniale, il manifeste un intérêt particulier pour l'entraînement et l'entretien physique du soldat et les travaux d'Amoros.

### L'École normale de gymnastique militaire de Joinville

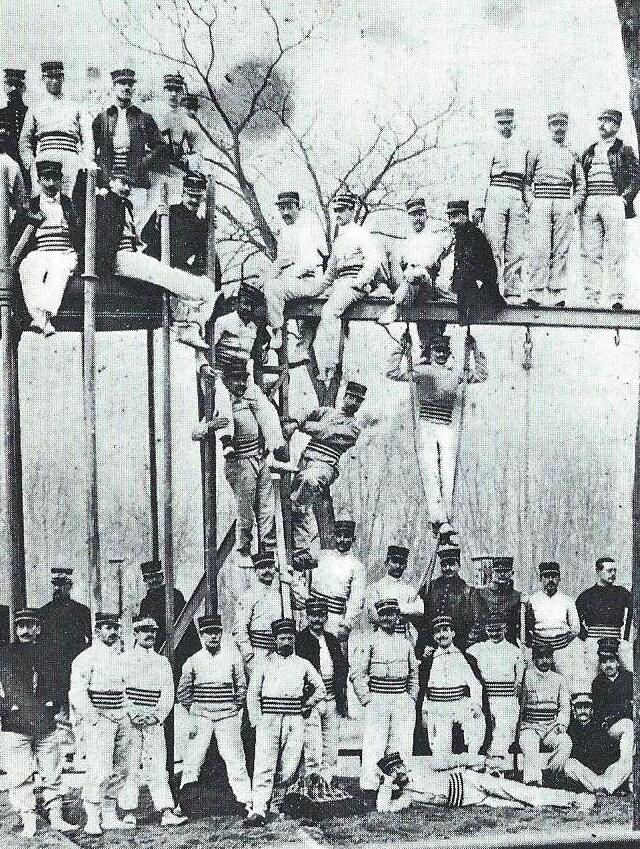
Joinville, fin du XIXe siècle.

Cet intérêt lui vaut le 15 juillet 1852 d'ouvrir l'école normale de gymnastique militaire de Joinville à la redoute de la Faisanderie alors dans l'ex-département de la Seine. Il en est le premier commandant, secondé par Napoléon Laisné, un autre fidèle d'Amoros. L’objectif de l’école est de former des moniteurs militaires de gymnastique mais « elle va rapidement s'impliquer hors de l'espace propre à l'armée en profitant de la double opportunité de l'obligation de la gymnastique dans les écoles publiques et de l'absence de dispositifs de formations à l'éducation physique scolaire ».
Dès les premiers mois, d'Argy fait publier un Livret de commandement à l'usage des instructeurs du régiment et intervient auprès du Ministre de la Guerre pour faire établir la liste des équipements indispensables dans chaque corps de troupe. Ayant obtenu satisfaction il publie lui-même en 1855 une Instruction pour l'enseignement de la gymnastique. Rééditée en 1865 et 1872 celle-ci règle pendant un demi-siècle l'enseignement de Joinville où d'Argy contribue également à instituer l'enseignement de la natation. Il s'appuie à cet effet sur un ouvrage qu'il a publié lui-même dès 1851 avec l'aval du ministère des Armées. Son Instruction pratique pour l'enseignement élémentaire de la natation dans l'Armée préconise l'apprentissage des mouvements sur la terre ferme avant leur application en milieu aquatique aménagé et sécurisé . En 1856 il cède la direction de l'École au commandant de la Plane.

### Besançon
Mobilisé pour la campagne d'Italie, il y sert sous les ordres du maréchal Niel et à la suite de la bataille de Solférino, le 24 juin 1859, Charles d'Argy est nommé colonel du 53e de ligne qu'il suit en garnison à Besançon. Devenu rapidement une personnalité de la ville, il contribue à son développement sportif en y remettant - entre autres - la pratique du tir à l'arc au goût du jour tant dans les milieux civils que militaires. Il dirigera les francs-archers, aussi appelés : chevaliers de l'arquebuse, de 1860 à 1866. Après quoi, il sera remplacé par Gustave Gaugand.

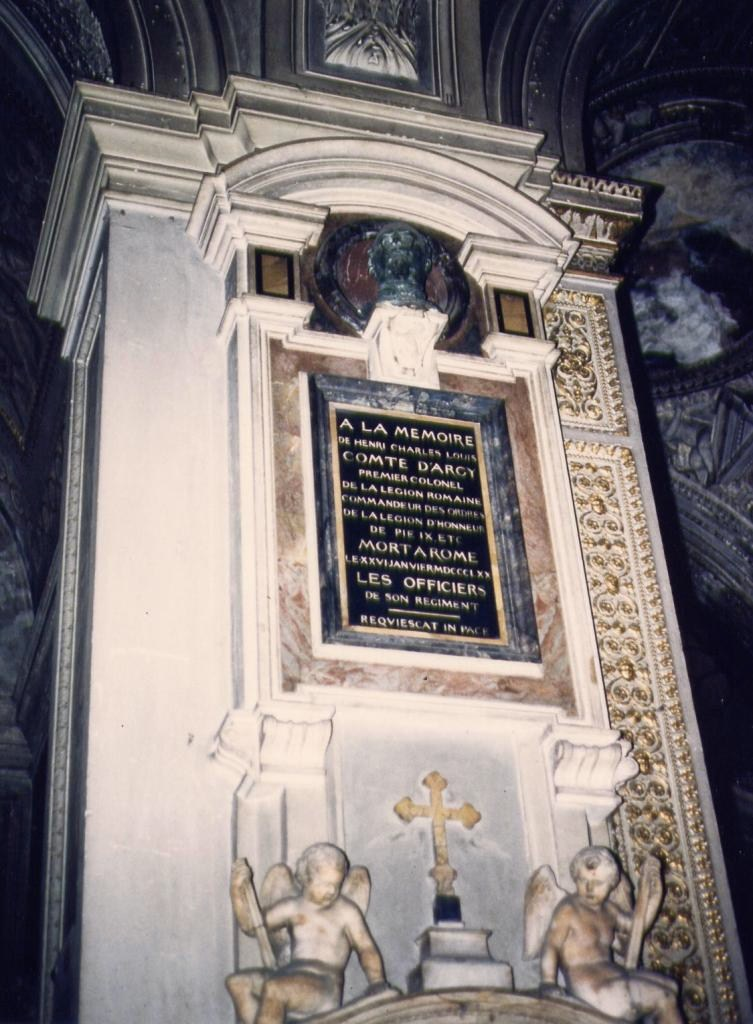
Monument du Colonel d'Argy en l'église Saint-Louis des Français

### La légion d'Antibes
En 1866 il accepte, à la demande du maréchal Randon ministre de la Guerre, de fonder et commander la Légion d’Antibes , corps de volontaires français mis au service du pape pour la défense des états pontificaux. Celle-ci, réunie à Antibes, embarque pour l’Italie forte de 1 200 hommes le 13 septembre 1866 et  défile devant Pie IX le 24. Composée uniquement de volontaires, elle porte l'uniforme en usage dans l’infanterie française, avec la coiffure et les insignes des chasseurs et des boutons portant la tiare pontificale et les clés de saint Pierre. Elle est équipée du très récent fusil Chassepot qui permet une cadence de tir très rapide pour l’époque. Cette unité est casernée à Viterbe et à Rome.
En octobre 1867, Garibaldi et ses chemises rouges déclenchent une offensive contre les états pontificaux. Le général Kanzler, commandant en chef des troupes pontificales mène la contre-offensive. Le 3 novembre 1867 à Mentana, les zouaves pontificaux du colonel de Charette et la Légion du colonel d’Argy soutenus par la brigade de l'armée française du général Polhès mettent en déroute la petite armée de Garibaldi. Cette victoire de Mentana assure à l'État pontifical un répit de trois ans jusqu'à la prise de Rome par les troupes italiennes le 21 septembre 1870 où la Légion d’Antibes capitule avec les honneurs de la guerre. Entre-temps le colonel comte Charles d’Argy meurt à Rome le 26 janvier 1870, assisté du Saint-Père sur son lit de mort. Les officiers de son régiment font ériger un monument à sa mémoire en l’église Saint-Louis des Français à Rome.

## Décorations
Charles d'Argy, commandeur de la Légion d’honneur par décret du 29 décembre 1864, est également titulaire de :
- l'ordre de Pie IX ;
- l'ordre de Saint-Grégoire-le-Grand ;
- l’ordre de Saint-Ferdinand d’Espagne ;
- l’ordre du Mérite militaire de Savoie ;
- l’ordre de François Ier des Deux-Siciles ;
- l’ordre de l’Aigle rouge de Prusse ;
- la croix de Mentana.

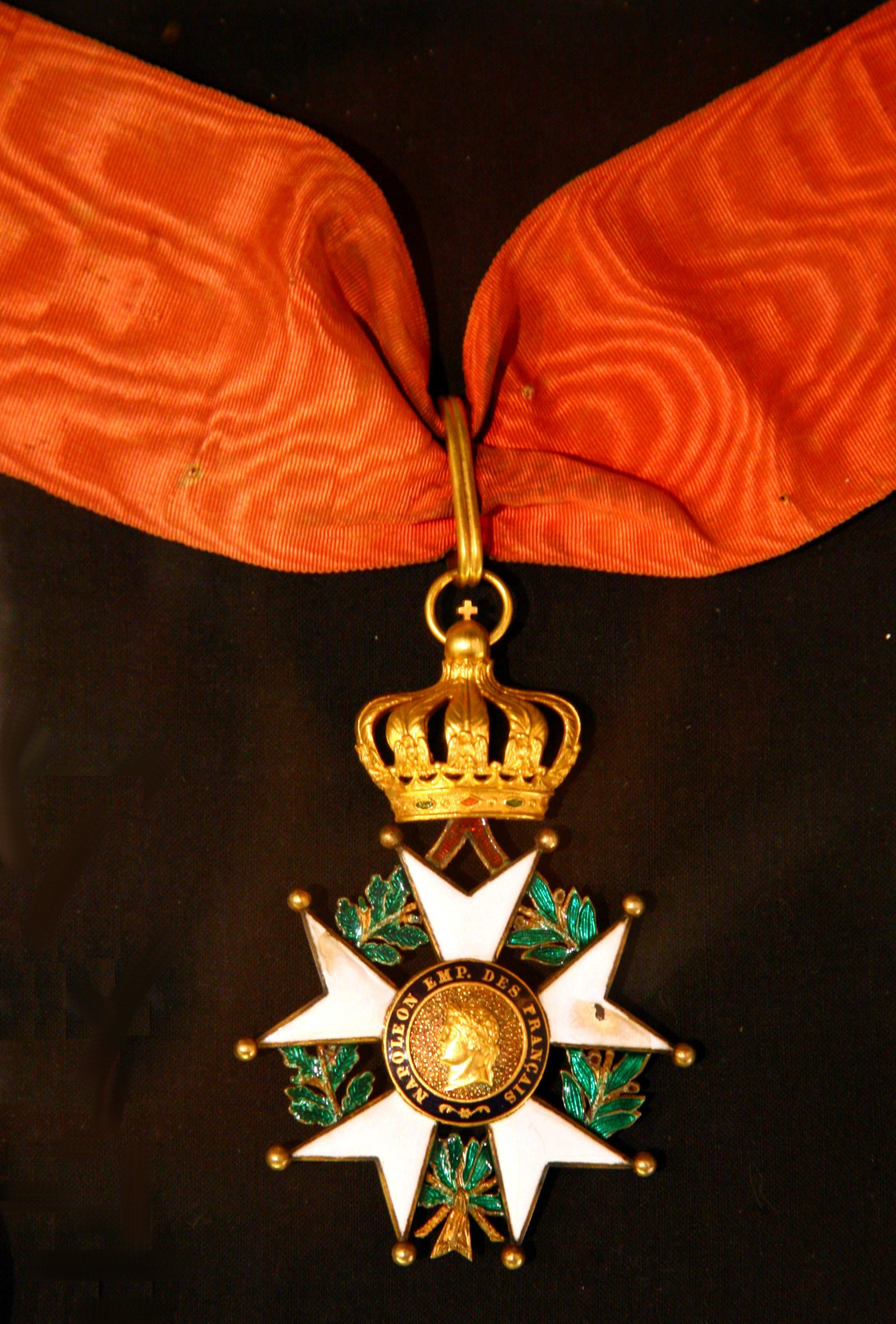
Cravate de commandeur de l'ordre impérial de la Légion d'honneur
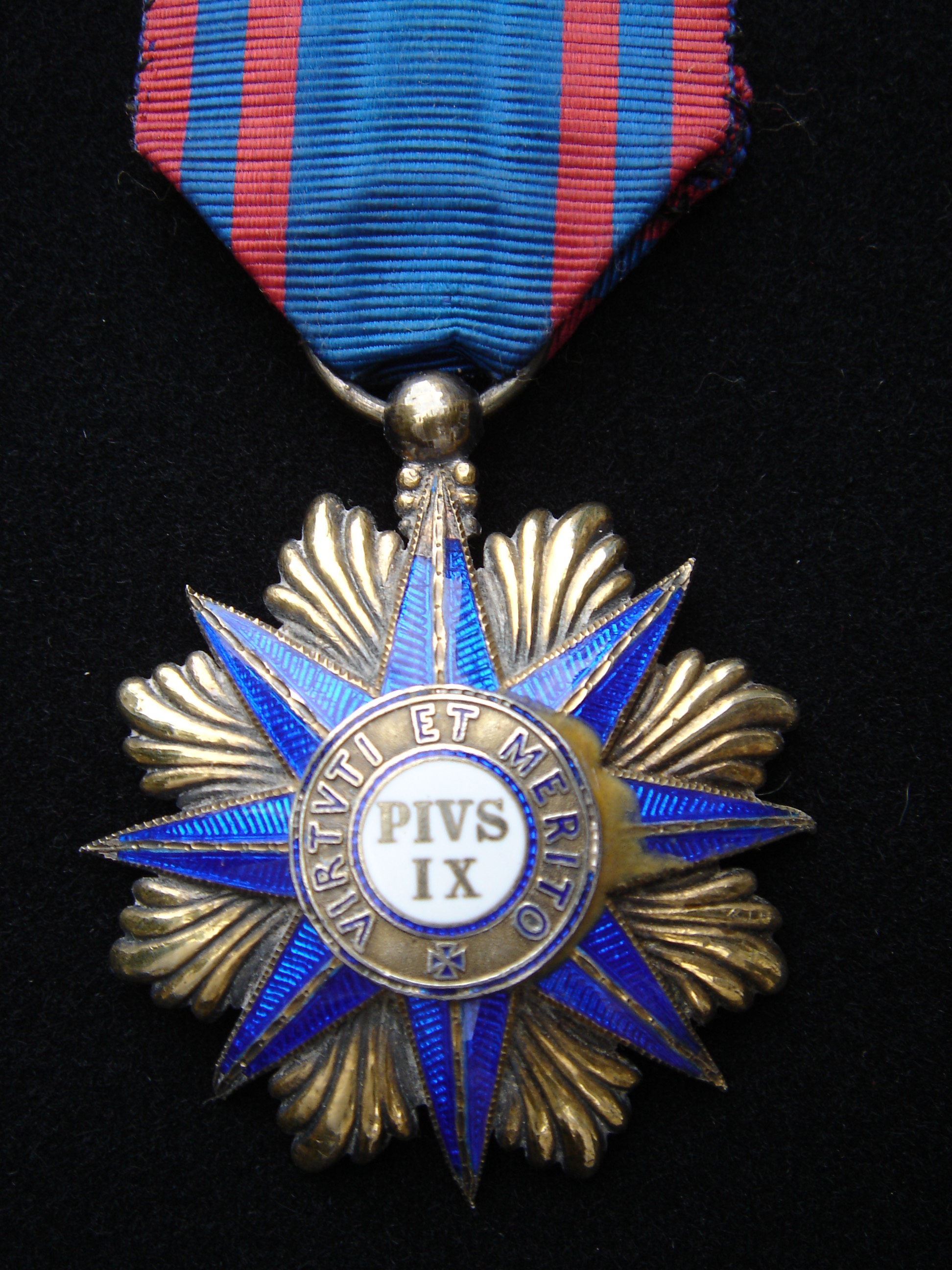
Médaille de l'ordre de Pie IX
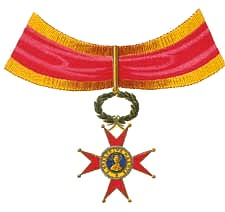
Collier de l’ordre de Saint-Grégoire-le-Grand
Médaille de l’ordre de Saint-Ferdinand d'Espagne
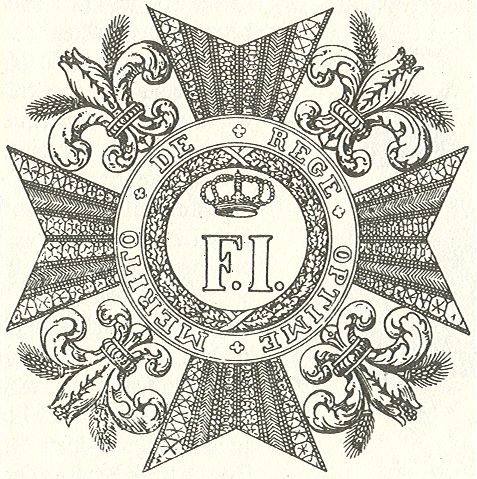
Médaille de l'ordre royal de François Ier des Deux-Siciles
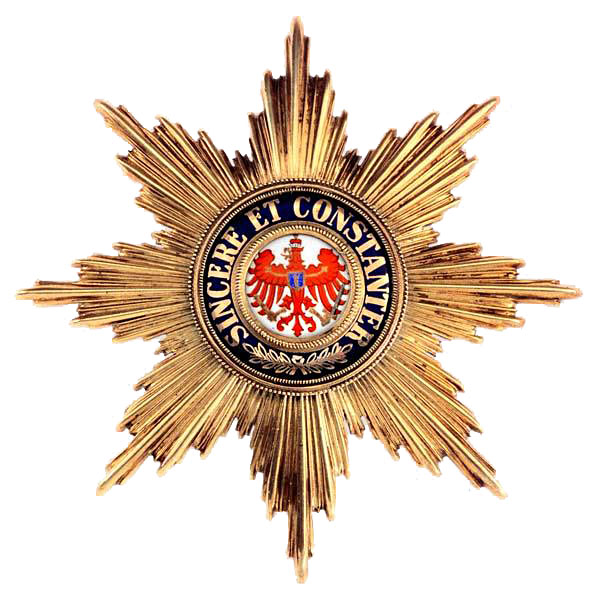
Médaille de l’ordre de l'Aigle rouge de Prusse

## Pour approfondir